# NGC 632
NGC 632 (другие обозначения — UGC 1157, MCG 1-5-10, MK 1002, ZWG 412.8, IRAS01346+0537, PGC 6007) — линзообразная галактика (S0) в созвездии Рыбы.
Этот объект входит в число перечисленных в оригинальной редакции «Нового общего каталога».
В галактике наблюдается повышенное ультрафиолетовое излучение, и потому её относят к галактикам Маркаряна.
В NGC 632 взорвалась сверхновая SN 1998es. Её лучевая скорость, измеренная по линиям поглощения Na ID в спектре, составляет 3200 км/с. Скорость расширения остатка, полученная из смещения минимума Si II, составляет 11 000 км/с.
Галактика NGC 632 входит в состав группы галактик NGC 645. Помимо NGC 632 в группу также входят NGC 645, NGC 638, UGC 1137 и UGC 1172.